# Танагрик жовтогорлий
Танагрик жовтогорлий (Hemithraupis flavicollis) — вид горобцеподібних птахів родини саякових (Thraupidae). Мешкає в Центральній і Південній Америці. Виділяють низку підвидів.

## Опис

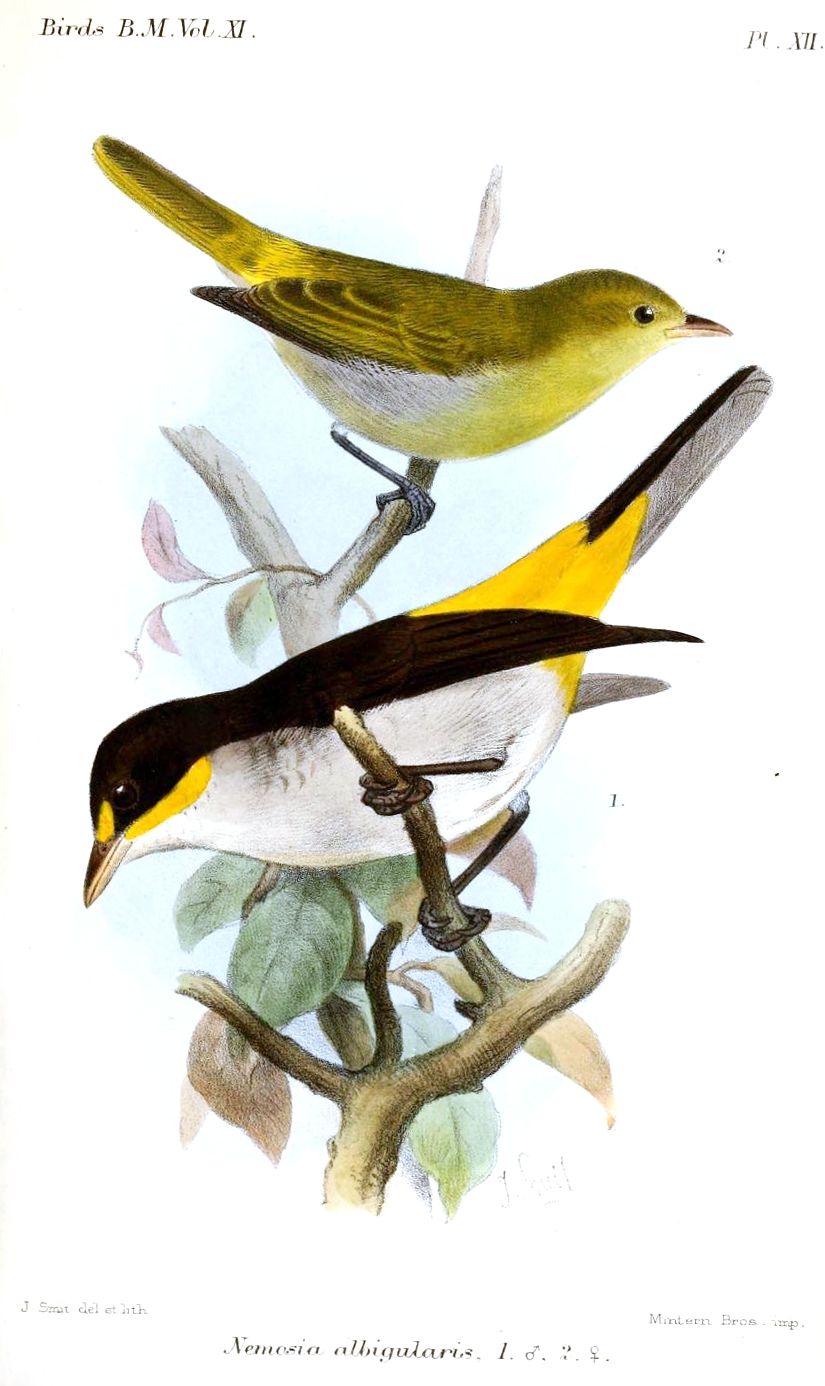
Пара жовтогорлих танагрків

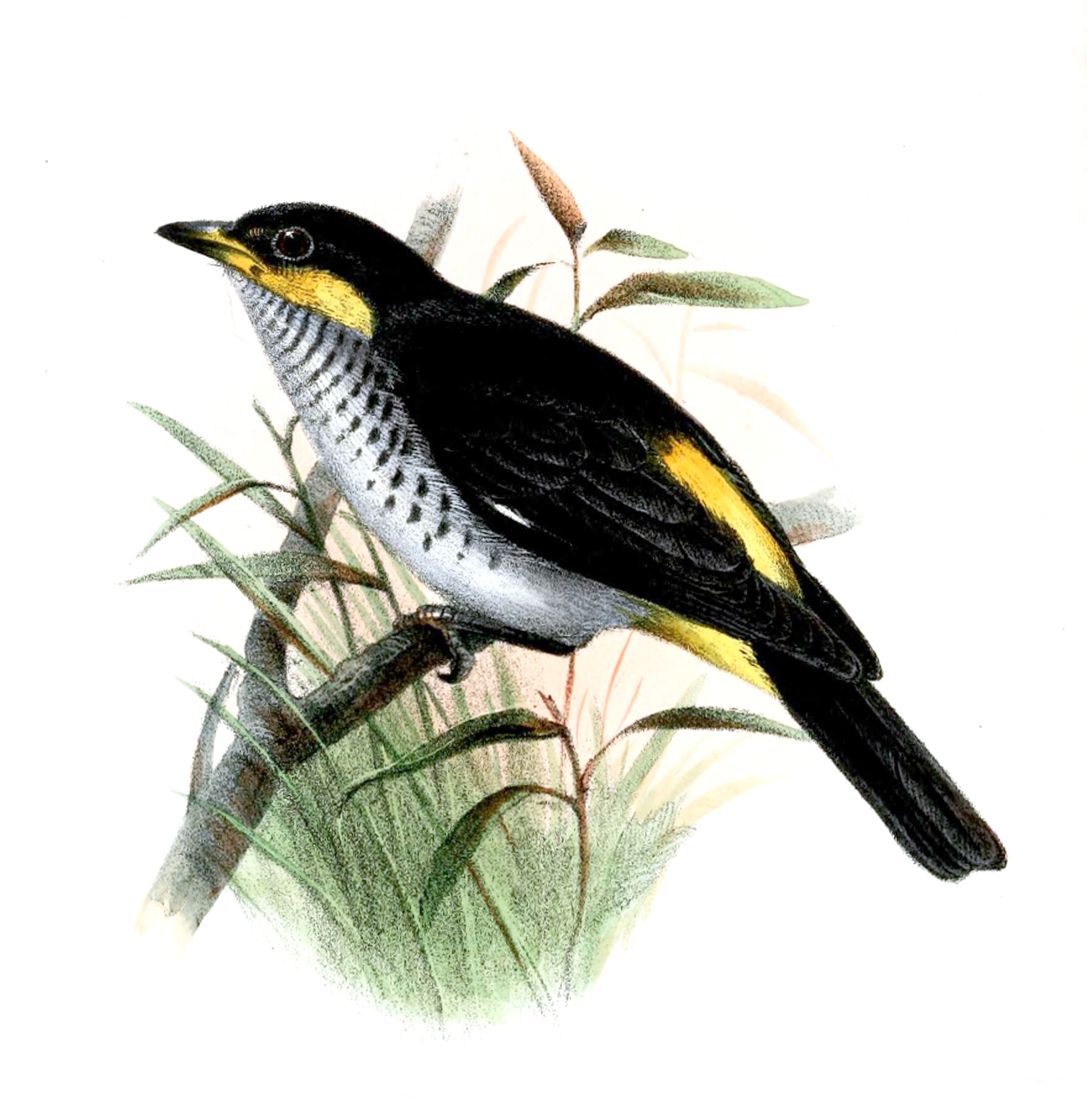
Самець жовтогорлого танагрика

Довжина птаха становить 13,5-14 см. Виду притаманний статевий диморфізм. У самців спина, крила і хвіст чорні, горло, нижня частина спини, надхвістя і гузка яскраво-жовті, груди і живіт білі, поцятковані темними плямками. У самиць верхня частина тіла оливково-зелена, нижня частина тіла жовта.

## Підвиди
Виділяють одинадцять підвидів:
- H. f. ornata Nelson, 1912 — крайній схід Панами (Дар'єн) і північно-західна Колумбія;
- H. f. albigularis (Sclater, PL, 1855) — північ центральної Колумбії (верхня течія річки Сіну[en], нижня течія річки Каука, долина річки Магдалена);
- H. f. peruana Bonaparte, 1851 — від центральної Колумбії до східного Еквадору і північного сходу Перу (на південь до річки Мараньйон);
- H. f. sororia Zimmer, JT, 1947 — північне Перу (на південь від Мараньйону);
- H. f. centralis (Hellmayr, 1907) — від південного сходу Перу до північної Болівії і центральної Бразилії;
- H. f. aurigularis Cherrie, 1916 — від південно-східної Венесуели до південної Венесуели і північної Бразилії;
- H. f. hellmayri Berlepsch, 1912 — від південно-східної Венесуели до західної Гаяни;
- H. f. flavicollis (Vieillot, 1818) — Суринам, Французька Гвіана і північно-східна Бразилія (на північ від Амазонки);
- H. f. obidensis Parkes & Humphrey, 1963 — північна Бразилія (лівий берег Амазонки у її нижній течії, в штаті Пара);
- H. f. melanoxantha (Lichtenstein, MHK, 1823) — північно-східна Бразилія (Пернамбуку і Баїя);
- H. f. insignis (Sclater, PL, 1856) — південно-східна Бразилія (Еспіріту-Санту і Ріо-де-Жанейро).

## Поширення і екологія
Жовтогорлі танагрики мешкають в Панамі, Колумбії, Венесуелі, Гаяні, Французькій Гвіані, Суринамі, Бразилії, Еквадорі, Перу і Болівії. Вони живуть в кронах вологих рівнинних, заболочених і сухих тропічних лісів, на узліссях і в садах. Зустрічаються на висоті до 1000 м над рівнем моря. Живляться переважно комахами, яких шукають серед рослинності, а також плодами.